# Stazione di Corbezzi
La stazione di Corbezzi è una stazione ferroviaria posta sulla linea Pistoia-Bologna, gestita da RFI e costruita per incrementare con gli incroci l'alto numero di convogli (che arrivò sino a 70 nelle 24 ore negli anni '20) più che per servire la piccola frazione montana di Corbezzi, sita nel comune di Pistoia.

## Storia
La stazione venne attivata nel 1884, successivamente alla costruzione della tratta ferroviaria che avvenne nel 1864.
Nel 1899 alla stazione fu costruito il suo binario di lanciamento.
Nel 1916 la stazione venne interessata da lavori di prolungamento del binario di fermata e della galleria della linea, fino ad allora cieca. L'importo fu di 104,800 lire e il vincitore della gara d'appalto fu Burattini Ing. Vincenzo.
Il 24 maggio 1927 venne attivato l'esercizio a trazione elettrica a corrente alternata trifase; la linea venne convertita alla corrente continua il 13 maggio 1935.
Dai primi anni novanta, con l'installazione del sistema di controllo automatico, è impresenziata.

## Strutture e impianti
Stazione di passata importanza per il trasporto merci, riveste un particolare rilievo per la circolazione dei convogli. Essendo la tratta a binario unico, la stazione presenta due binari serviti da banchina e collegati tramite un attraversamento a raso per permettere l'incrocio dei treni.
Corbezzi è l'unica stazione al mondo ad affacciarsi su 6 gallerie, 3 per ogni direzione. Questa caratteristica è stata prevalentemente generata dal fatto che tra i due gruppi di gallerie intercorrono solo circa 250 m e che i binari sono in forte pendenza.
Sul lato Bologna (foto a lato di sopra) si aveva dunque una prima galleria a sinistra per la retrocessione di lunghi convogli (oltre 200-220 m) che altrimenti non riuscivano ad incrociare, la seconda era del binario di marcia e infine la terza era quella destinata al ricovero dei carri in sosta. Nella direzione Pistoia (foto a lato in basso) si aveva da sinistra la galleria del binario di lanciamento che permetteva ai convogli di retrocedere in piano e prendere una rincorsa per affrontare la salita, la galleria del binario di marcia ed infine a destra la galleria di salvamento che terminava in salita nella sabbia, utile in caso un treno arrivasse lungo con i freni (cosa peraltro successa sino agli anni 50-60)
Dal 2014 i 4 binari inutilizzati risultano troncati poco prima delle loro gallerie.

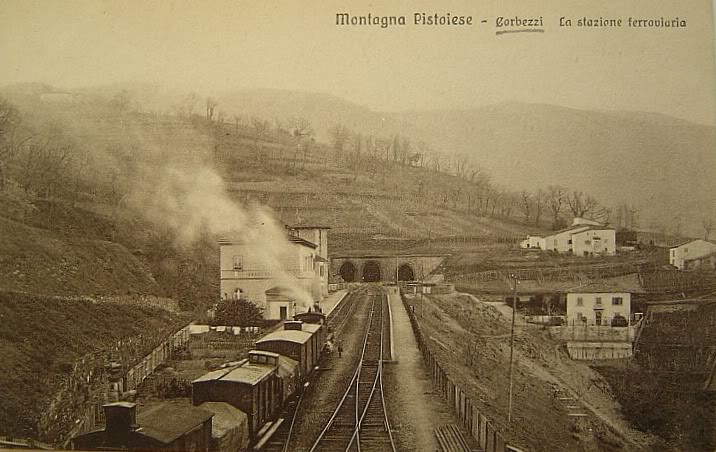
La stazione in una cartolina d'epoca
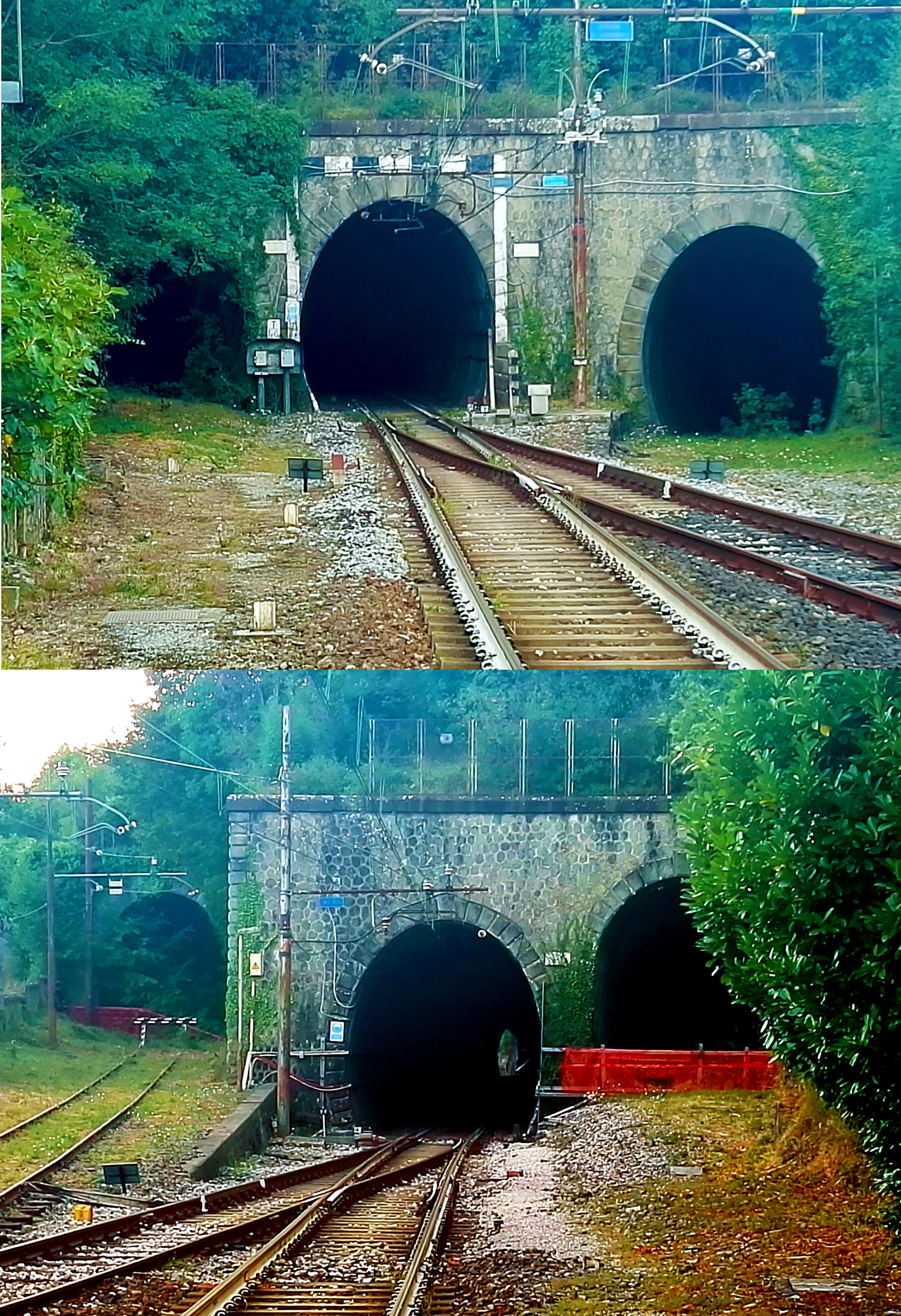
Le 6 gallerie della stazione

## Servizi
Fino al 1974 la stazione possedeva un servizio telegrafico.
Al 2014 la stazione dispone di:
- Biglietteria automatica
- Parcheggio di scambio
- Servizi igienici
- Annuncio sonoro arrivo, partenza e transito treni

## Movimento
Nel 2010 il numero di passeggeri che ogni giorno fruisce della stazione era pari a 22 unità.